# Paweł Dadlez
Paweł Marian Dadlez (ur. 1 lutego 1904, zm. 18 maja 1940 w Rawie Ruskiej) – polski malarz, grafik.

## Życiorys
W 1922 rozpoczął studia na krakowskiej Akademii Sztuk Pięknych, jego wykładowcami byli Władysław Jarocki, Jan Wojnarski i Ignacy Pieńkowski. W 1927 ukończył naukę w Krakowie i wyjechał do Paryża gdzie kontynuował studia w filii uczelni pod kierunkiem Józefa Pankiewicza. W 1929 wyjechał do Włoch i przebywał tam przez dwa lata, a następnie powrócił do Krakowa i został asystentem na macierzystej uczelni. W 1938 otrzymał tytuł profesora rysunku ogólnego i grafiki, jego studentami byli m.in. Janina Kraupe-Świderska i Tadeusz Brzozowski. Podczas kampanii wrześniowej walczył z Niemcami, został aresztowany i uwięziony w obozie jenieckim. W pierwszych dniach maja 1940 ze względu na zły stan zdrowia został zwolniony z więzienia, zmarł podczas podróży pociągiem do Krakowa.

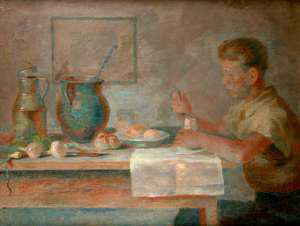
Śniadanie (1931)

## Twórczość
Twórczość Pawła Dadleza cechuje realizm z elementami koloryzmu (był kapistą), krytycy twierdzili, że malowane przez niego martwe natury są wzorowane na dziełach dawnych mistrzów holenderskich i pracach Jeana Simeona Chardina. Opracował swój własny styl, w którym duże znaczenie odgrywało operowanie światłem i dynamika. Obrazy przedstawiały zwyczajne widoki wnętrz, bez artystycznej ekspozycji. Ponadto malował portrety, sceny rodzajowe i akty, posługiwał się różnymi technikami m.in. linorytem, drzeworytem i suchą igłą. Brał udział w wystawach organizowanych przez Towarzystwo Artystów Plastyków „Sztuka” i Stowarzyszenie Kwadryga. Jego obrazy uczestniczyły w Olimpijskim Konkursie Sztuki i Literatury zorganizowanym na XI Olimpiadzie w Berlinie w 1936. Obrazy artysty znajdują się w kolekcjach Muzeum Narodowego w Poznaniu, w Muzeum Śląskim w Katowicach oraz w Muzeum im. prof. Stanisława Fiszera w Bochni.